# Coulterophytum laxum
Coulterophytum laxum är en flockblommig växtart som beskrevs av Benjamin Lincoln Robinson. Coulterophytum laxum ingår i släktet Coulterophytum och familjen flockblommiga växter. Inga underarter finns listade i Catalogue of Life.